# Trickster (personaggio)
Trickster è il nome di due personaggi immaginari, due supercriminali della DC Comics che furono entrambi nemici di Flash. Il Trickster originale comparve per la prima volta in Flash (prima serie) n. 113 (giugno-luglio 1960), mentre il secondo debuttò in Flash (seconda serie) n. 183 (aprile 2002).

## James Jesse
Il Trickster originale è un tipico burlone e truffatore la cui occupazione preferita è il danneggiamento dei suoi avversari, come Flash, con oggetti come orsacchiotti esplosivi.
Il suo alter ego è "James Jesse", uno pseudonimo che utilizzò per rimpiazzare la sua vera identità, "Giovanni Giuseppe". Era un acrobata da circo che decise di diventare un criminale proprio come il suo omonimo Jesse James. Creò delle scarpe che gli permettevano di camminare sull'aria ed altri gadget pericolosi per i suoi crimini. Si scontrò numerose volte contro Barry Allen, il secondo Flash.
Dopo la morte di Barry Allen, Trickster si spostò da Central City a Hollywood, dove lavorò con gli effetti speciali. Tentò di rubare l'innovativo costume da Blue Devil di Dan Cassidy, ma fu sconfitto. Quando poi Cassidy rimase intrappolato nel costume, Jesse gli divenne amico e contò su di lui per uscire dalla vita super criminale. Nella miniserie Underworld Unleashed, Neron tentò di creare l'Inferno sulla Terra. Quando James Jesse si fece strada nel dominio di Neron, fu l'unico modo ritrovarsi visitatore inaspettato. Neron fece delle vaghe promesse a Jesse, e sembrò aver catturato la sua fiducia. Tuttavia, una volta che Jesse capì di essere all'inferno e che Neron era il Diavolo incarnato, Trickster capì che era lui, che vincente o perdente, avrebbe dovuto sconfiggere il Diavolo. Riuscì a sconfiggere Neron e lo fece grazie al prezioso aiuto di Capitan Marvel. Dopo essersi ritrovato sulla Terra, Trickster si lamentò del fatto di aver compiuto "il più grande gesto di tutti i tempi" e che non ci fu nessuno che ne fosse testimone...e subito decise di lavorare dalla parte degli angeli, poiché non intendeva ritornare all'Inferno.
Cominciò quindi ad usare le sue abilità da truffatore per il bene, e raccolse tutte le armi dei supercriminali incarcerati poiché cose simili era troppo pericolose se lasciate in giro e potevano cadere nelle mani sbagliate.
Quando la sua vecchia fidanzata Mindy Hong gli chiese aiuto, Trickster andò con lei nel piccolo regno di Zuthan sulle montagne. Lì, con l'aiuto del Pifferaio e Billy Hong, un ragazzino di 12 anni che si dimostrò essere un Majee (un agente speciale dei dio Savaristrano Meshta, inviato ad osservare e stimare il progresso della razza umana), e ancora sconfisse Neron. Come parte dell'accordo, Jesse disse a Neron di dimenticare i Nemici, che furono grati a malincuore di essere salvati dall'ira del demone. Pochi minuti dopo, Jesse rimase sbalordito dall'apprendere che Billy era suo figlio.
Trickster ritornò negli Stati Uniti e continuò ad utilizzare le sue abilità per il bene. Una volta salvò la vita di Catwoman ingannandola dicendole che voleva il suo aiuto per aiutarlo ad "ucciderla". Lei gli fu grata, e Trickster pensò che Selina fosse "la donna più affascinante che avesse mai incontrato", ma si divisero come buoni amici. Jesse fu contattato dall'F.B.I., che lo reclutò. Lavorò per loro per qualche periodo e successivamente Top ricomparve e trasformò i Nemici in buoni facendo il lavaggio del cervello a molti di loro, causando la Guerra dei Nemici. Sempre lavorando per l'F.B.I., Jesse radunò i Nemici riformati perché fermassero Capitan Cold e i suoi Nemici. Tuttavia, Top si rifece vivo e ricostituì i modi criminali dei Nemici. A Trickster e al Pifferaio ci volle molto tempo per rimuovere i ricordi causati dalla suggestione ipnotica di Top. Gli altri Nemici si divisero e crollarono.

### Countdown
James Jesse ricomparve in Countdown n. 51, dove giunse all'appartamento del suo collega Heat Wave in risposta alla chiamata da parte di Capitan Cold per una riunione dei Nemici. Heat Wave non fu contento di vedere Trickster, e lo rimproverò del fatto che una volta aiutò Flash (Wally West). Trickster se ne andò dall'appartamento, e sembrò che il lavaggio del cervello di Top su di lui scemò del tutto...Ignaro a due ex compagni di cella, che discussero a proposito del futuro dei Nemici, uno dei ratti del Pifferaio li stava spiando. Quella stessa sera, il Pifferaio si riunì ai suoi colleghi e riprese un'amicizia difficile con Jesse. Dopo che Capitan Cold, Heat Wave e il Mago del Tempo assassinarono Bart Allen in Flash: The Fastest Man Alive n. 13, il caos conseguente mise Trickster e il Pifferaio in fuga sia dagli eroi che dai criminali.
Dopo essere stati presenti in segreto al funerale di Bart, il Pifferaio e Trickster furono catturati da Deadshot e Multiplex e furono ammanettati insieme con manette che sarebbero esplose al minimo tentativo d'evasione, e separati da una catena egualmente protetta di circa due metri. Riuscirono a fuggire dai loro catturatori, ma sfortunatamente rimasero collegati dato che continuarono le loro vite in fuga. Si fecero strada fino a Gotham dove gli fu dato parziale asilo dal Pinguino, che però contattò l'F.B.I. per la ricompensa. Il duo quindi riuscì a fuggire dalla Suicide Squad solo per farsi catturare da Batwoman e The Question.
Il Pifferaio e Trickster subito cominciarono a supplicare e dire ai due eroi che non erano responsabili personalmente della morte di Bart Allen. Batwoman ignorò le loro parole, ed era molto più propensa a punire i due criminali per la morte di Flash. Question, tuttavia, fu pronta ad ascoltarli, al cui punto, il Pifferaio mise in scena uno spettacolo di marionette al fine di spiegare la loro versione dei fatti, utilizzando pupazzi rappresentanti lui e Flash. Batwoman si infuriò per la mancanza di rispetto mostrata da Trickster, e gli diede un pugno, spezzandogli il naso. Question però, credette alla loro storia, dicendo che i due "non potevano ammazzare il tempo" e così li lasciarono liberi. Quando Batwoman domandò cosa ne veniva di buono nel lasciarli andare, Montoya affermò che il suo passato come detective della polizia le insegnò a riconoscere dei veri assassini.
I due Nemici inavvertitamente si ritrovarono a casa di Poison Ivy, da cui furono catturati. Nonostante furono storditi dall'utilizzo di Ivy dei feromoni, Trickster si ritrovò concentrato sul Pifferaio quando lo sentì parlare. Deathstroke decise di utilizzare i due come esche, piantando delle bombe dentro di loro. La situazione divenne molto più pericolosa quando Deathstroke arrivò. Trickster distolse l'attenzione dal Pifferaio per la seconda volta, e gli fu spezzato il naso una seconda volta. Deathstroke sconfisse entrambi i Nemici che furono trovati da Batman, che sopportando la terza dose d'insolenza da parte di Trickster resistette alla tentazione di pestarlo e li consegnò entrambi a Flash (Wally West). Wally era furioso. Li trascino fino alla tomba di Bart. I due gli spiegarono, quindi, che Deathstroke impiantò nei loro colli dei dispositivi esplosivi. Wally gli credette e rimosse tali dispositivi vibrando attraverso la loro pelle. Continuò a interrogarli, e le risposte di Trickster lo resero così furioso che ruppe il naso di Jesse per la terza volta. Infine, tuttavia, credette alla loro storia.
Wally confinò i due al matrimonio di Freccia Verde e Black Canary, nonostante venne avvisato che Deathstroke aveva intenzione di attaccarli durante la cerimonia. I due riuscirono a scampare all'assalto al matrimonio rubando una macchina e inavvertitamente portando con loro Double Down come passeggero. Il trio si fermò a cena, e fu attaccato dalla Suicide Squad. Double Down fu catturato, ma Trickster e il Pifferaio decisero di seguire la Squad con un campo invisibile, con l'intenzione di liberare tutti i criminali catturati, che Trickster insisteva nell'affermare che "sarebbero stati debitori per la vita". Incontrarono e liberarono Due-Facce, che disse loro che i criminali furono portati via in barca in una base segreta, e quindi lanciò la sua moneta per decidere se andare o no con loro. I due riuscirono per caso a sfuggire allo scontro conseguente e ancora una volta riuscirono per miracolo a fuggire dalla cattura di Deadshot.
Nel corso di Countdown, Trickster tirò fuori delle battute omofobiche per niente divertenti che mantennero il Pifferaio arrabbiato e concentrato. Ma infine, mentre fuggivano a bordo di una carrozza di un treno, riuscì per caso a fare una battuta su sé stesso e i due scoppiarono a ridere per il divertente gioco di parole.
Sfortunatamente, proprio nel momento in cui Trickster chiamò il Pifferaio per nome, Hartley, per la prima volta nell'intera serie, Jesse notò un punto rosso sulla fronte del Pifferaio: Deadshot li aveva trovati di nuovo. Trickster mise il Pifferaio fuori tiro, salvandogli la vita, e quindi quasi stranamente decise di non fuggire e di combattere. Durante la lotta, Deadshot afferrò il mantello di Trickster e lo gettò fuori dal treno, e lo trascinò per tutto il tragitto, ferendolo. Quando Deadshot affermò di voler sparare al Pifferaio e prese la mira, Trickster urlò "NO! NON LUI! NON ADESSO!" e si gettò sulla scia del proiettile. Jesse rimase ucciso all'istante, ma il Pifferaio protetto dal suo corpo si salvò e fuggì dal treno. Lasciato da solo con il cadavere di Trickster ancora agganciato a lui, il Pifferaio fu costretto a fuggire nel deserto di Chihuahua, dove si perse, trascinandosi dietro il corpo del suo compagno. Incapace di distruggere le manette, il Pifferaio tagliò la mano destra di Trickster dopo aver portato il suo cadavere finché riuscì. Mentre la maggior parte del corpo di Trickster rimase sulla Terra, la sua mano fu compagna del Pifferaio in un boomdotto misterioso con destinazione verso Apokolips.
Qui, Deadshot spezzò le manette, liberando il Pifferaio e gettando la mano di Trickster nelle profondità di Apokolips. Desaad quindi spiegò che aveva manipolato eventi e Nemici, perché credeva che il Pifferaio fosse l'unico che potesse esprimere l'Equazione Anti-Vita attraverso la sua musica. Capendo che questo demonio uccise Trickster, il Pifferaio lasciò che Desaad avesse ciò che voleva - dando una "voce" all'Equazione Anti-Vita con la sua musica finché Desaad non esplose. Poi, solo e triste per il suo amico, il Pifferaio suonò la canzone La morte del cigno per Trickster, e la sua musica fu così furiosa e potente che l'intero pianeta esplose.
Una volta ritornato sulla Terra attraverso un secondo boomdotto da lui creato, il Pifferaio si riprese dal suo viaggio da incubo e riprese il suo impegno di fermare i Nemici una volta per tutte. In Final Crisis: Rogue's Revenge rubò le Ultime Volontà di Jesse dalle autorità. Mentre erano in fuga, Jesse gli disse di averlo scritto con l'inchiostro invisibile, e che si dimostrò un modo completo di istruzioni per sconfiggere i Nemici. Sfortunatamente, gli sforzi del Pifferaio di portare a compimento i piani di Jesse furono un insuccesso: fu ferito e involontariamente coinvolto nell'assassinio di Inertia.
In Blackest Night: The Flash, Jesse James ritornò come Lanterna Nera.

## Axel Walker
Mentre il primo Trickster lavorava per l'F.B.I., il giovane Axel Walker rubò tutti i gadget e le scarpe di James Jesse e divenne il nuovo Trickster. Si unì al Network di Blacksmith e distrusse i file di Goldface e Hunter Zolomon per lei. Gli furono dati anche alcuni nuovi "giocattoli" in aggiunta a quelli classici di Jesse. Dopo la sconfitta di Blacksmith, fu invitato ad unirsi ai nuovi Nemici guidati da Capitan Cold, e non poté che accettare. Rimase in questa squadra finché i nuovi Nemici non tentarono di assassinare Cold. Mentre i due Trickster si combatterono Top restituì a Jesse la sua memoria. Il Trickster originale quindi sconfisse il suo successore e gli disse di non diventare di nuovo Trickster.
Dopo qualche tempo, Axel fuggì di prigione e ritornò a Keystone City. Tuttavia, fu sconfitto in un attimo da Flash.
Da lì, la nuova comparsa di Axel avvenne in Helmet of Fate: Detective Chimp, dove rispose ad una chiamata d'aiuto di quattro studenti del college che chiesero l'aiuto di un supereroe con esperienza perché li addestrasse. Cenò con loro e li uccise tutti e quattro. Il suo crimine fu scoperto quando Detective Chimp utilizzò i suoi poteri deduttivi per aiutare a dedurre chi fosse l'assassino. Axel venne quindi arrestato.

### Final Crisis: Rouge's Revenge
Con la morte del Trickster "riformato", Axel ritornò nei panni del Trickster nella miniserie Final Crisis: Rouge's Revenge. Nel corso della serie, ad Axel fu insegnato come essere un vero Nemico. Quando a Trickster gli fu detto che doveva guadagnarsi il posto nei Nemici domandò perché. Mirror Master rispose dicendogli "Non dire a Cold perché vuoi essere qui, digli perché devi essere qui". Alla fine della serie, Trickster partecipò alla morte di Inertia.

### The Flash (vol. 3)
In Flash Secret Files and Origins 2010, Trickster e i Nemici visitarono la vecchia tana di Sam Scudder e svelarono uno specchio gigante con le parole In Caso di Flash: Rompere il Vetro scritto sopra. In The Flash vol. 3 n. 1, Axel è ancora in fuga con i Nemici. Lo si vide girare per le strade nella sua Trickster Mobile mentre veniva inseguito da Barry Allen. Trickster si diresse verso una collina, dove fuggì dalla macchina in corsa, mentre Barry gliela fece a pezzi in aria. Una versione futuristica di Trickster, che si fece chiamare Trixster, comparve come parte di una squadra di polizia del XXV secolo conosciuta come I Rinnegati.

## Poteri e abilità
Trickster utilizzava una serie di articoli truccati. Includevano polvere che dava prurito, patate esplosive, polli di gomma esplosivi, yo-yo esplosivi, morsetti affilati, caramelle super dure, e varie altre armi basati sugli scherzi.
Trickster indossa un paio di scarpe che gli permettono di stare in aria per 10 ore.

## Altri media

### Serie televisiva

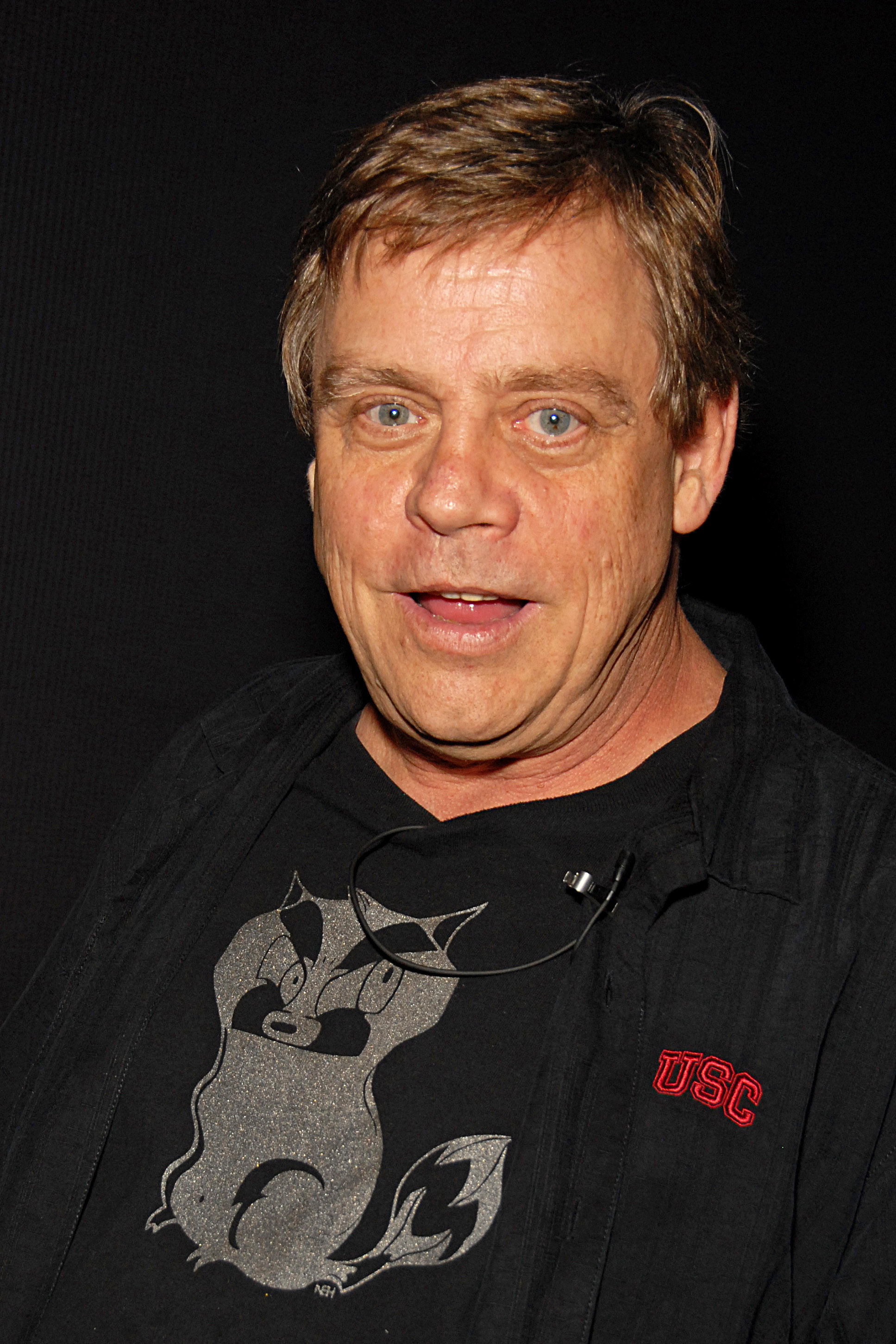
Mark Hamill interpreta James Jesse/Trickster nelle serie televisive Flash e The Flash

- Nella serie televisiva Flash (1990-1991), Trickster fu interpretato dall'attore Mark Hamill, che poi doppiò anche per la prima volta il Joker nella serie animata Batman. Nell'episodio "The Trickster", l'investigatrice privata Megan Lockhart (Joyce Hyser) tentò di catturare un criminale ricercato e psicopatico di nome James Jesse. Il suo nome completo era James Montgomery Jesse, e, secondo il dossier, commise omicidio di massa in vari stati. Durante l'inseguimento, Jesse ebbe la meglio e fu lui a catturare Lockhart, ma non prima che lei fosse in grado di chiamare il suo amico Barry Allen (John Wesley Shipp), che lei scoprì essere Flash nell'episodio precedente. Flash riuscì a salvare Megan e Jesse fu arrestato. Come risultato, sia Flash che Megan divennero la nuova fissazione di Jesse. Dopo essere fuggito alla custodia della polizia, prese l'identità e il costume di Trickster. A differenza dei precedenti nemici di Flash, Trickster era particolarmente adatto a scontrarsi con Flash e spesso prendendo vantaggio sulla sua velocità con materiali quotidiani; per esempio eluse un inseguimento liberando delle biglie dal retro della sua auto, facendo sì che Flash perdesse l'equilibrio non appena cominciò a inseguirlo. Ebbe una delusione psicotica quando volle Lockhart come vero amore, nei panni della sua spalla Prank. Trickster credeva che Prank fosse stata rapita e sottoposta al lavaggio del cervello dal "Flash malvagio", e costrinse Lockhart nel vestire il costume di Prank e a fargli da spalla dopo aver inviato una minaccia di morte a Barry Allen. Barry riuscì ad evadere dalla sua trappola affogante, si cambiò in Flash e rimise Trickster dietro le sbarre, grazie al "tradimento" di Lockhart. Nell'episodio finale della serie, "Trial Of The Trickster", James Jesse fuggì dal suo processo criminale con l'aiuto inaspettato di una falsa stenografa di nome Zoey Clark (interpretata da Corinne Bohrer), la giovane e facoltosa proprietaria della fabbrica di giocattoli Clarx Toys, ricevuta in eredità dal padre. La donna è una grande fan di Trickster e avrebbe fatto di tutto per stare al suo fianco. Non appena giunsero sani e salvi al negozio di giocattoli, Clark ammise di aver trovato un animo gentile in Trickster e volle diventare la sua spalla. Si tolse i vestiti, rivelò sotto il costume di Prank e sedusse Trickster facendogli credere di essere la Prank della sua delusione. Dopo una breve "riunione", sia Trickster che Prank rapirono Flash e lo fecero diventare cattivo. L'uomo più veloce del mondo divenne il partner di Trickster, rendendo Prank gelosa e facendola sentire sorpassata. Prank si lamentò con Trickster per finire bloccata nel suo negozio come se fosse una seccatrice. Nel frattempo, Trickster tentò di far processare l'intera Central City ma fallì quando Flash recuperò la sua memoria. Subito fuggì dal processo e fu salvato ancora una volta da Prank, che riuscì a liberarsi dai suoi legacci e che era ancora innamorata di lui. Trickster dimostrò il suo apprezzamento spingendola fuori dall'abitacolo e scappando da solo, lasciandola indietro. Alla fine, Trickster perse la battaglia quando Flash arrestò lui e Prank. Trickster fu imprigionato in un carcere di massima sicurezza, isolato da tutti. Nel 1995, i due episodi furono trasmessi insieme in un film e pubblicato in un video con il nome The Flash II: Revenge of the Trickster. Vent'anni dopo Mark Hamill riprende i panni di James Jesse nella serie The Flash del 2014, dove combatte al fianco di Axel Walker, interpretato da Devon Graye. Nella narrazione della serie James Jasse e Axel sono padre e figlio, e il primo era già in attività come Trickster 20 anni prima dell'inizio della serie (si vedono infatti vecchie foto come Hamill nel ruolo di Trickster scattate all'epoca della serie del 1990). Nella serie del 2014 riappare anche la sua complice storica Prank, interpretata di nuovo da Corinne Bohrer.
- Nell'episodio "Flash, l'eroe", della serie animata Justice League Unlimited Mark Hamill riprese il ruolo di James Jesse. Trickster aiutò altri tre criminali (Capitan Cold, Mirror Master e Capitan Boomerang) nella loro vendetta verso Flash, ma il suo piano fu respinto. Lo si vide poi nel bar dove si riunivano i nemici di Flash, affranto per essere stato respinto. Quando Flash, Batman e Orion arrivarono nel bar in cerca del presunto assassino, Orion tentò di fargli svelare i piani dei suoi colleghi con le maniere forti. Flash intervenne e parlò con Trickster in maniera amichevole, notando che Jesse non aveva ancora assunto le sue medicine. Trickster informò gli eroi che il piano dei tre criminali era quello di tentare un'imboscata all'apertura Museo di Flash, e accettò di costituirsi non appena avesse terminato il suo drink. Il Trickster animato non è totalmente un criminale, conscio delle sue psicosi, e non cerca un trattamento se incoraggiato.

## Video giochi
La versione James Jesse di Trickster comparve nel videogioco del 1991 The Flash.
Trickster è in lista per comparire nel videogioco on line DC Universe Online.